# Щитівка звичайна
Щитівка звичайна (Fibigia clypeata) — вид квіткових рослин родини капустяних (Brassicaceae).

## Біоморфологічна характеристика
Це багаторічна рослина 30–80 см заввишки, сіро-зелена, густо зірчасто запушена. Листки довгасті, цілісні чи виїмчасто-зубчасті. Пелюстки жовті, 10–13 мм завдовжки. Стручечки потовщено-шкірясті, еліптичні, плоско здавлені, 14–28 × 9–12 мм, густо вкриті зірчастими волосками, 2-гнізді.

## Поширення
Росте у Єгипті, на півдні Європи, на заході Азії: Албанія, Болгарія, Кіпр, Єгипет, Греція, Іран, Ірак, Італія, Крим, Ліван-Сирія, Північний Кавказ, Палестина, Синай, Південний Кавказ, Туреччина (у т. ч. європейська), Хорватія, Македонія, Сербія; інтродукована до Франції, Іспанії, країн Балтії. Поширений у горах Центральної та Південної Європи від Піренеїв до Карпат, на вапнякових скелястих ущелинах і гравійних схилах, на висотах до 3400 метрів
В Україні росте на кам'янистих та сухих схилах — у південному Криму, часто; у передгір'ях, значно рідше.

## Використання
Рослину збирають з дикої природи для місцевого використання як їжі.